# Extraction 2
Resgate 2 (em inglês: Extraction 2) é um filme de ação e suspense americano de 2023 dirigido por Sam Hargrave e escrito por Joe Russo, baseado na história em quadrinhos Ciudad de Ande Parks, Joe Russo, Anthony Russo, Fernando León González e Eric Skillman. É uma sequência do filme Resgate de 2020, e Chris Hemsworth, Golshifteh Farahani e Adam Bessa reprisam seus papéis, com Olga Kurylenko, Daniel Bernhardt, Tinatin Dalakishvili e Idris Elba se juntando ao elenco.
Extraction 2 foi lançado pela Netflix em 16 de junho de 2023 e recebeu críticas positivas dos críticos, muitos considerando-o superior ao seu antecessor.

## Trama
Depois de sobreviver por pouco à sua missão anterior em Dhaka, no Bangladesh, o comando altamente qualificado Tyler Rake assume outra missão perigosa: salvar a família aprisionada de um gângster implacável.

## Elenco
- Chris Hemsworth como Tyler Rake, um ex-operador do SAS australiano que se tornou um mercenário de operações secretas.
- Golshifteh Farahani como Nik Kahn, uma mercenária e parceira de Tyler.
- Adam Bessa como Yaz Kahn, irmão de Nik e membro da equipe de Nik e Tyler.[3]
- Olga Kurylenko como Mia, ex-esposa de Tyler e irmã de Ketevan.[4]
- Tinatin Dalakishvili como Ketevan, irmã de Mia, esposa de Davit, mãe de Sandro e Nina.[4][5]
- Andro Japaridze como Sandro, filho adolescente de Davit e Ketevan.[4]
- Miriam e Marta Kovziashvili como Nina, filha de Davit e Ketevan.[4]
- Tornike Gogrichiani como Zurab.[4]
- Tornike Bziava como Davit.
- Dato Bakhtadze como Avtandil.
- Daniel Bernhardt como Konstantine.[4][5]
- Levan Saginashvili como Vakhtang.[4]
- George Lasha como Sergo.[4]
- Irakli Kvirikadze como Ivayne.
- Idris Elba como o estranho sem nome, creditado como Alcott.

Além disso, o diretor Sam Hargrave teve uma participação especial como coveiro.

## Produção

### Desenvolvimento
Em maio de 2020, foi relatado que Joe Russo havia sido contratado para escrever uma sequência do filme, com a intenção de Sam Hargrave e Chris Hemsworth retornarem. Em dezembro de 2020, os irmãos Russo afirmaram que além da sequência eles esperam desenvolver uma série de filmes ambientados no mundo de Extraction para não apenas explorar alguns dos personagens que foram apresentados no primeiro filme, mas para potencialmente lançar um universo cinematográfico. Em janeiro de 2021, houve rumores de que os irmãos Russo também estavam trabalhando em uma história de origem para o personagem de Randeep Hooda, Saju.

### Filmando
As filmagens da sequência estavam programadas para começar em Sydney, na Austrália, em setembro de 2021, mas medidas relacionadas à pandemia de COVID-19 mudaram a produção para Praga. Em 29 de novembro de 2021, Hargrave anunciou que a fotografia principal havia começado em Praga, na República Tcheca, antes de Hemsworth anunciar que começaria a filmar suas cenas em 4 de dezembro. As filmagens posteriores começaram em Viena, na Áustria, em 28 de janeiro de 2022 e duraram até 14 de fevereiro de 2022. As cenas foram filmadas em Donau City, nas proximidades das DC Towers. As filmagens foram encerradas oficialmente em 6 de abril de 2022. O filme foi rodado nas câmeras ARRI ALEXA Mini LF, implementando as mesmas estratégias de tomada longa do primeiro filme. As refilmagens do filme aconteceram em Praga em novembro de 2022.

## Lançamento
Extraction 2 foi lançado pela Netflix em 16 de junho de 2023.

## Recepção

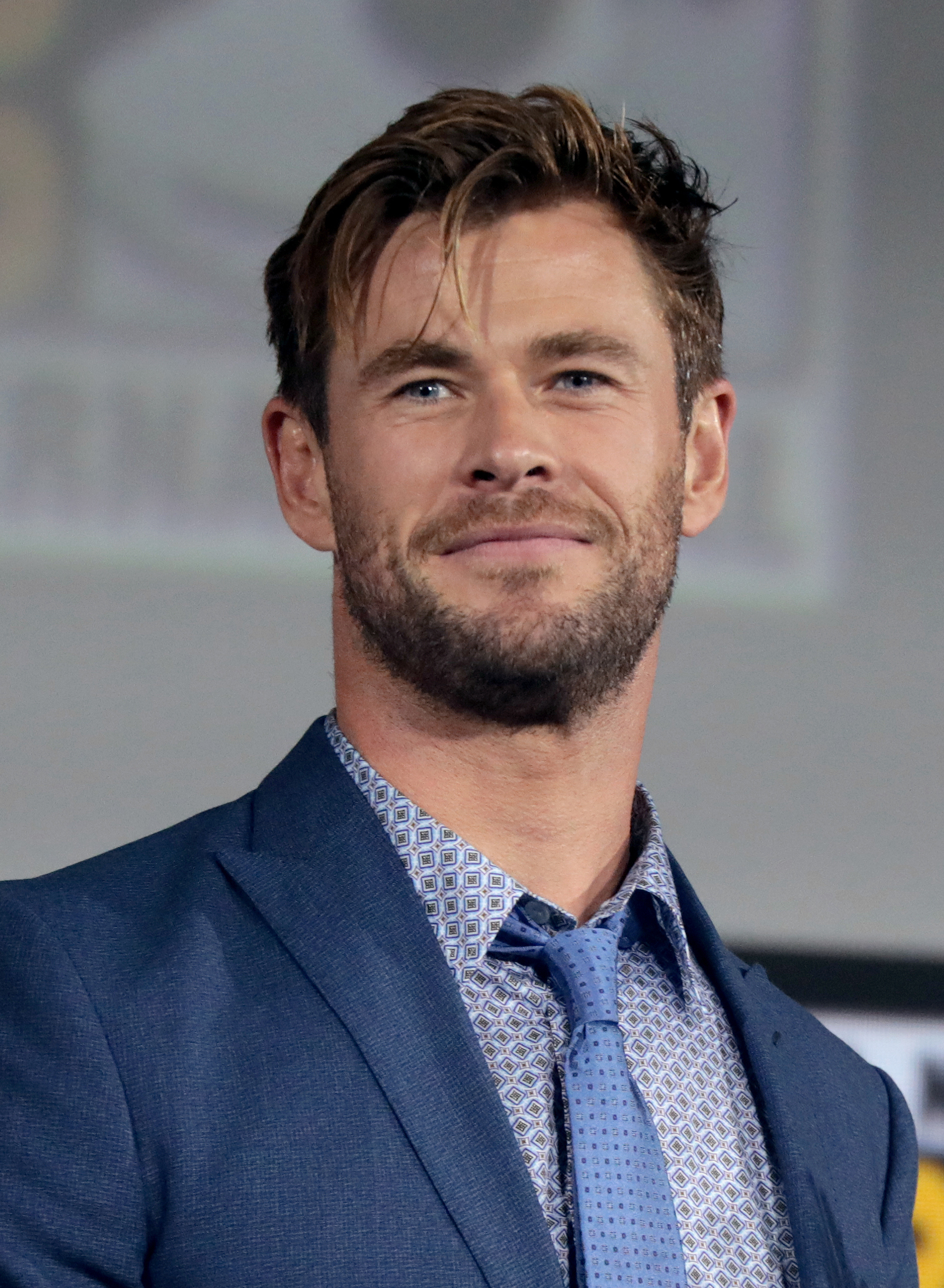
Chris Hemsworth, o protagonista, falando na San Diego Comic-Con International de 2019 em 20 de julho de 2019.

No site agregador de críticas Rotten Tomatoes, 76% das 92 resenhas dos críticos são positivas, com uma classificação média de 6,6/10. O consenso do site diz: "Maior, mais ousado e, em alguns aspectos, ainda melhor do que seu antecessor, Extraction 2 é um thriller de ação exagerada bem feito." O Metacritic, que usa uma média ponderada, atribuiu ao filme uma pontuação de 57 em 100, com base em 29 críticos, indicando "críticas mistas ou médias".
Avaliando 4 estrelas de 5, Helen O'Hara do Empire escreveu a favor do filme "Algumas sequências de ação estendidas ameaçam ficar demais, mas Hargrave quase as puxa para trás e adiciona alguns toques espirituosos, mais uma vez empregando um ancinho como uma arma mortal e colocando o que certamente é um aceno deliberado para Thor para uma risada.” O Indian Express escreveu "O confronto final relativamente contido de Extraction 2 não pode deixar de parecer um pouco anticlimático." O crítico Matt Donato, do IGN, opinou: "Parte disso se perde na câmera irritantemente trêmula e algumas fotos de efeitos são questionáveis, mas, felizmente, as coisas importantes são feitas corretamente." Gopinath Rajendran, do The Hindu, opinou: "Mas, para tudo que falta em Extraction 2, os incríveis cenários de ação que são exclusivos da franquia quase o compensam. Adorou a cena de ação de 12 minutos do primeiro filme? A sequência apresenta uma cena de 21 minutos do mesmo tipo." Peter Bradshaw, do The Guardian, avaliou o filme com 1 estrela em 5 e afirmou: "O primeiro Extraction foi divertido o suficiente, mas este novo é apenas cinicamente sobre extrair o dinheiro."

## Continuação
Em junho de 2023, no festival Netflix Tudum do ano, foi anunciado que Extraction 3 está em desenvolvimento. Afirmou que a empresa identifica Extraction como uma franquia, o logotipo oficial foi revelado. Chris Hemsworth vai reprisar seu papel como Tyler Rake, com Sam Hargrave mais uma vez atuando como diretor.